# Shawn McDonald
Shawn McDonald é um cantor, compositor e guitarrista da música cristã contemporânea.

## Biografia

### Início
Nativo de Eugene, Oregon, Shawn McDonald, foi criado por seus avós, seus pais o haviam abandonado quando ele ainda era um bebê. Apesar de seus avós o haverem adotado, Shawn sentia como se alguma coisa estivesse faltando. Esses conflitos e a dor que eu sentia foram se transformando em ódio e ressentimento. Acabou revoltando-se. Tornou-se um moço rebelde, estava sempre bêbado ou drogado. Saiu de casa e acabou vivendo nas ruas, onde cresceu e começou a vender drogas como meio de obter dinheiro. 
Continuou a viver essa vida até que, um amigo de faculdade o convidou a visitar uma igreja; mas ele recusou. Isto durou até que Shawn teve um encontro inesperado, por iniciativa própria; Aconteceu após a sua segunda prisão com drogas. Ele havia sido solto sob fiança. Então, Shawn abriu a Bíblia que sua avó havia dado alguns anos antes, correu com seu dedo e começou a ler em um texto que dizia algo sobre livrar a sua casa dos demônios. 
Pela primeira vez, Shawn começou a achar que as drogas eram os seus demônios. Isso lhe deixou bastante assustado, e decidiu: "Eu vou ouvir, vou me desfazer de tudo. E foi o que fiz", disse Shawn.
Shawn não deixou nenhuma droga em casa. Dois dias depois a polícia apareceu com um mandado de busca e apreensão, e é claro que nada encontraram. Foi quando descobriu que algo muito importante estava acontecendo ali. Então, aceitou a oferta do amigo de ir até a igreja e deixar Jesus Cristo tomar conta da sua vida.
Algumas de suas influências têm sido atribuídos às suas viagens a Israel e Zimbabwe

## Carreira Musical
Shawn McDonald se tornou líder do grupo do Jovens da KECP (Igreja Evangélica Korean de Portland).
Shawn está sempre inovando em seus álbuns, sem perder as principais características de seus álbuns anteriores de estúdio: Simply Nothing (2004) e Ripen (2006).
Live in Seattle (2005) é bem no conceito voz-e-violão. Um violão, um violoncello, duas vozes, uma feminina e outra masculina.
Scattered Pieces: Live (2007), também traz o mesmo conceito voz-e-violão de Live in Seattle: Violoncelo, piano, violão, baixo, guitarra e bateria. Apenas três das dezessete músicas são novas. 
Surpreende nos detalhes o seu disco, Roots (2008). O nome significa: raízes, referindo-se aos primórdios de sua carreira.
Roots traz de volta os sintetizadores e guitarras bem sucedidas. A ambientação do disco traz efeitos, vozes dobradas, baterias eletrônicas e guitarras que emprestam um tom contemporâneo às composições de poucos acordes. Composições estas que soam mais coesas e bem definidas. Roots se propôs a repetir os sucessos anteriores e o faz com qualidade. Pequenas inovações, rupturas na produção musical e composições com a marca de Shawn McDonald.

## Vida Pessoal
Shawn McDonald casou-se em 2005 com Kate, irmã mais velha da cantora cristã Bethany Dillon, e teve o seu primeiro filho, Reid Cohen em 2007.  Após três anos de separação e distanciamento, Kate e Shawn divorciaram-se em abril de 2010.

## Discografia

### Álbuns
- Simply Nothing (2004)
- Ripen (2006)
- Roots (2008)
- Closer (2011)
- The Analog Sessions (2013)
- Brave (2014)

### EPs
- NapsterLive (2006) - Napster Only
- Connect Sets (2006) - Sony Connect Only
- Free (2006) - iTunes Only

### Independente
- Focal Point (2002)

## Contribuições
- "All Creatures Of Our God And King" (com Bethany Dillon)

para Amazing Grace (Music Inspired by The Motion Picture) (2007)
- "O Holy Night"

para Unexpected Gifts: 12 New Sounds Of Christmas (2006)
- "Salvation (Psalm 71)"

para The Message: Psalms (2005)
- Apresentado no "Going Home" por Logan Martin (2007)